# Марк де Монтифо
Марк де Монтифо (фр. Marc de Montifaud; 2 апреля 1845, Париж — 24 сентября 1912, Нёйи-сюр-Марн) — французская писательница, журналистка-искусствовед и художественный критик. Настоящее имя графиня Мари-Амели Шартруль де Монтифо (фр. Marie-Amélie Chartroule de Montifaud); также она писала под псевдонимами Пауль Эрасм (фр. Paul Érasme) и Идо (фр. Ido).

## Биография
Мари-Амели Шартруль де Монтифо родилась 2 апреля 1845 года в городе Париже (в «ЭСБЕ» датой рождения назван «1850 г.», впоследствии эта ошибка широко разошлась по Рунету) в семье доктора Поля Шартруля де Монтифо (фр. Paul Chartroule de Montifaud) и Анжелины Арманд Шарлотты д'Арши (фр. Angélina Armande Charlotte d’Archies). В детстве мать, убеждённая католичка, обучала Мари-Амели принципам катехизиса, а отец, вольнодумец, познакомил её с философией. Премудростям искусства девушка обучалась в мастерской художника Жана-Батиста-Анжа Тиссье.
В 1865 году, едва ей исполнилось шестнадцать лет, девушка начала писать под псевдонимом Марк де Монтифро в качестве искусствоведа для журнала «L'Artiste» и в течение следующих двенадцати лет знакомила читателей с искусством, музыкой и литературой. Дорогу в журналистику ей открыл её будущий муж, который был секретарём Арсена Уссе руководившего в то время упомянутым журналом. Одним из её первых заданий был обзор престижного Парижского салона — главной ежегодной художественной выставки французской столицы.

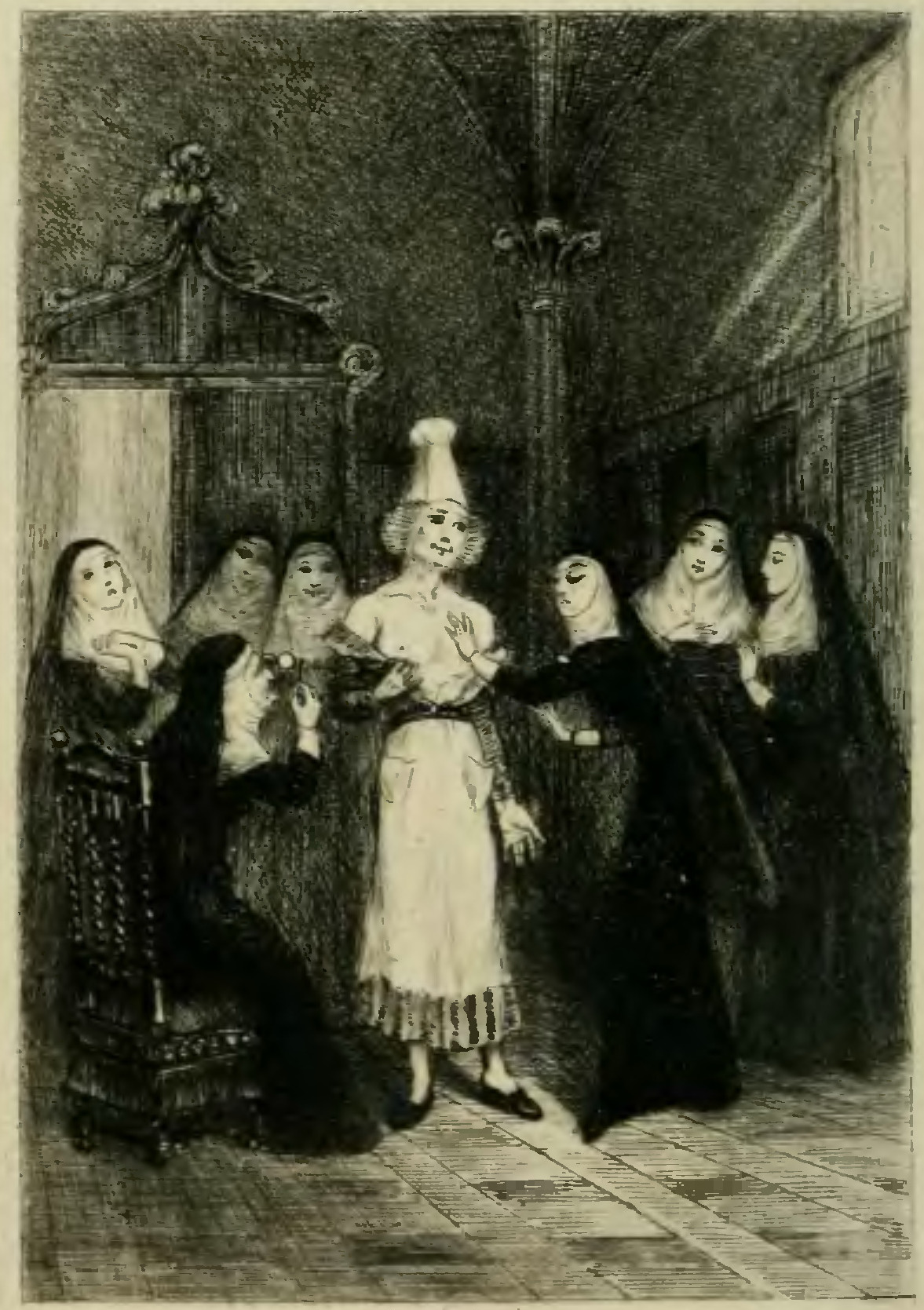
Иллюстрация к «Les Nouvelles Drolatiques» М. де Монтифо

В девятнадцатилетнем возрасте Мари-Амели Шартруль де Монтифо вышла замуж за испанского дворянина Хуана Франсиса Леона де Кивонь, графа де Луна (фр. Juan-Francis-Léon Quivogne de Luna); в этом браке в 1874 году у них родился сын Марк.
Её первая самостоятельная книга «Les Courtisanes de l'antiquite: Marie-Magdeleine» — биография Марии Магдалины увидела свет в 1870 году и заслужила положительный отзыв от Эмиля Золя. Затем она написала множество других произведений, включая стихи, пьесы, романы, сатиру и даже комментарии о внешней политике в периодическом печатном издании «La Fronde».
Графиню нельзя назвать феминисткой в привычном понимании, но очевидно, что она намного опередила своё время с его патриархальными взглядами; на нескольких фотографиях Монтифо изображена в мужской одежде и с короткими волосами. Графиня одевалась как мужчина во время исследований в Национальной библиотеке Франции и, вероятно, для посещения Парижского салона и других художественных галерей в ходе своей работы критиком, что нередко провоцировало негативную реакцию в её адрес. Не менее вызывающими (для своего времени) были и её произведения. В 1896 году, на страницах консервативного «Энциклопедического словаря Брокгауза и Ефрона», о творчестве де Монтифо были написаны следующие строки:

«... приобрела известность циничными произведениями («Les courtisanes de l’antiquité», «Histoire d’Eloise et d’Abailard», «Les vestales de l’Eglise»), неоднократно вызывавшими против нее судебные преследования... Не мало шуму наделали большие романы М.: «Madame Ducroisy», «Les dévoyés» и др...»

Однако в той же статье «ЭСБЕ» признавался литературный дар писательницы и её образованность как художественного критика:

«Монография ее «Les Romantiques» дает блестящую характеристику французских поэтов тридцатых годов... Мелкие фривольные рассказы М. «Nouvelles drolatiques», «Les folles journées», «Monsieur Mystère», изданные отчасти с большой роскошью, довольно талантливы.»

За четыре свои сочинения она была оштрафована и даже заключена в тюрьму. Она была приговорена к восьми дням заключения в женской исправительно-трудовой тюрьме Сен-Лазар в качестве наказания за «оскорбление общественной приличия» в произведении «Алози, или Любовь мадам де МТП» (фр. Alosie, or The Loves of Madame de M.T.P.; 1876). Ей удалось бежать в Брюссель и убедить власти изменить приговор на пребывание в психиатрической больнице Maison Dubois. В следующем году она опубликовала «Les Vestales de l’Église» («Весталка-девственницы церкви»), что добавило ей ещё один срок в Сен-Лазаре, на этот раз уже на три месяца. Она в очередной раз убедила суд привести приговор в исполнение в Maison Dubois. На протяжении этих судебных процессов де Монтифо утверждала, что с ней обращались более жёстко, чем с её литературными коллегами-мужчинами, такими как Шарль Бодлер или Гюстав Флобер, которым были предъявлены аналогичные обвинения. Последней её публикацией в 1904 году стала одноактная патриотическая драма «Эльзас».
Марк де Монтифо умерла 24 сентября 1912 года во французском городке Нёйи-сюр-Марн.